# Mietta

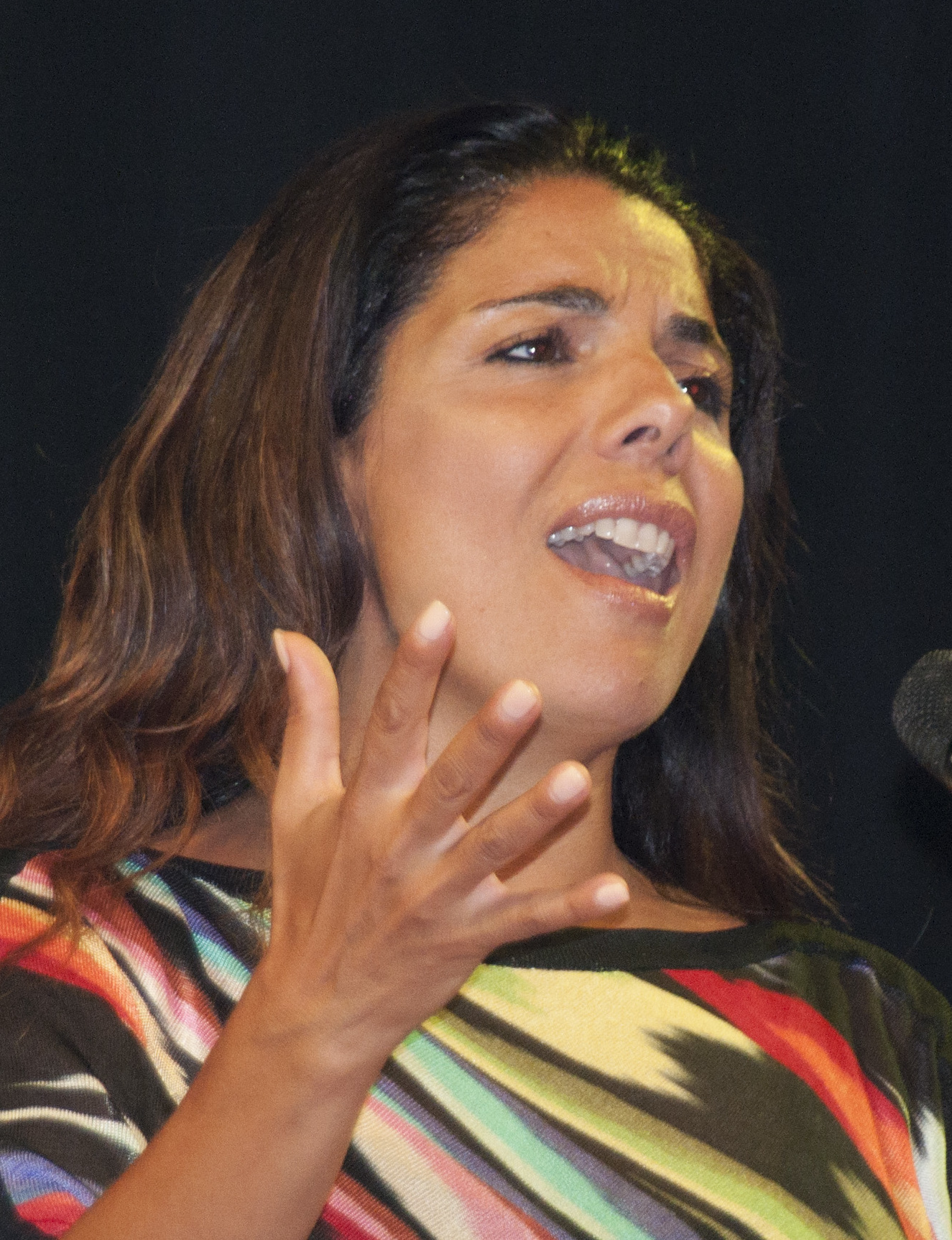
Mietta en 2016

Mietta, cuyo verdadero nombre es Daniela Miglietta (Tarento, 12 de noviembre de 1969), es una cantante italiana.

## Biografía
Comenzó su carrera artística en 1987 en la radionovela "Nasce una stella" ('Nace una estrella'), de la Radio RAI, que posteriormente fue llevado a la televisión, a finales de ese año.
Ha participado muchas veces en el Festival de San Remo:
- En 1988 con la canción Sogno (Sueño) del compositor Claudio Mattone.
- En 1989, con Canzoni (Canciones), gana el Festival de San Remo y consigue el disco de platino con más de 100 mil copias y un premio como revelación de ese año.
- En 1990, canta Vattene Amore (Vete mi amor) del cantautor italiano Amedeo Minghi con quien canta a dúo. La canción se convierte en todo un clásico de la música italiana, vendiendo en todo el mundo más de un millón de discos.
- En 1991, con la canción Dubbi No (Dudas no) recorre toda Italia con un triunfal éxito.
- En 1993, vuelve a pisar el plató del Festival cantando Figli di chi (Hijos de quien) del cantautor Nek.

En 1992, salió el álbum Lasciamoci respirare (Dejémonos respirar) cuyo tema lleva la firma del cantautor Biagio Antonacci, y que interpreta a dueto con el director de cine Francesco Nuti.
- En 1994 a dueto con Riccardo Cocciante, Mietta canta E pensare che pensavo mi pensassi almeno un pò (Y pensar que pensaba que me pensases un poco más) y Sobre mi piel. Éxito rotundo será su canción Fuori da te (Fuera de ti) del álbum Cambia pelle.

- En 1995 publica "Daniela è felice", se realiza el vídeo de "Oggi Dani è più felice" que consigue un prestigioso premio en Londres como mejor vídeo extranjero trasmitido por MTV en aquel año.

"Cambia pelle" y "Daniela è felice" represantan una etapa nueva y de evolución artística, muy arriesgada pero bien acogida por los critícos musicales y por el público.
- En 1996 presta su voz al personaje de Esmeralda película de animación de Disney "El jorobado de Notre-Dame" interpretando también la banda sonora. Ese mismo año participa también al vídeo de la canción "Menta e Rosmarino" de Zucchero.

- En 1997 debuta como actriz en "La piovra 8" al lado de Luca Zingaretti y Raúl Bova.

- En 1998 el álbum "La mia anima" obtuvo el disco de oro, y la canción "Angeli noi" (Ángeles tú y yo) se convirtió en el éxito más radiado del verano.

- En 1999 actúa en la serie "L'ispettore Giusti", al lado de Enrico Montesano.

- En 2000 sale a la venta su primer recopilatorio de éxitos "Todo o nada" que obtiene 2 discos de oro e incluye el tema "Fare l'amore" (Haciendo el amor) presentada al Festival de San Remo.

- En 2001 actúa en la película "Donne di mafia".

- En 2003 sale "Per esempio... per amore" álbum totalmente realizado por el cantautor Mango trabajo adelantado por la canción de tonos morunos "Shisa"', grabada y mezclada por Fabrizio Simoncioni.

- Y en 2004, cantando Cuore (Corazón), vuelve a lo grande junto a Morris Albert, cantautor brasileño, autor de la inolvidable Feelings.

- También fue integrante del programa de telerrealidad Music Farm de la RAI, (2.ª generación) en 2005.

- En 2006 publica el álbum "74100", preanunciado por el sencillo "Il Fiore" (La flor), este disco incluye las colaboraciones con grandes artistas del pop moderno italiano e internacional entre otros del grupo inglés Blue.

- En 2008 vuelve al festival de San Remo interpretando "Baciami adesso" (Bésame Ahora) una canción de tintes roqueras escrita por Daniele Ronda, autor de muchas canciones de éxito de Nek.

A la participación sigue la salida de su décimo álbum "Con il sole nelle mani", para muchos el mejor disco sacado hasta la fecha.
- En 2011 publica su unicesimo álbum "Due Soli..."(Two Suns...), y su primera novela "L'albero delle giuggiole" (El azufaifo).

- En 2017 publica las dos primeras canciones del proyecto de grabación con el dúo jazz de Marea: "Semplice", inédito del que es coautor, e "Historia de un amor", cubren el ritmo del bolero, que respectivamente alcanzan el primer y tercer lugar en la lista de los 100 principales 'Jazz' Tracks de iTunes.

## Discografía
- Canzoni (1990)
- Volano le pagine (1991)
- Lasciamoci respirare (1992)
- Cambia pelle (1994)
- Daniela è felice (1995)
- La mia anima (1998)
- Tutto o niente (2000)
- Per esempio... per amore (2003)
- 74100 (2006)
- Con il sole nelle mani (2008)
- Due soli... (2011)

## Filmografía
- 1996 - Il gobbo di Notre-Dame (El jorobado de Notre-Dame) (doblaje al italiano como la gitana Esmeralda)
- 1996 - Menta e Rosmarino (videoclip, cantando junto a Zucchero).
- 1997 - La piovra 8 (fiction)
- 1999 - L'ispettore Giusti (fiction)
- 2001 - Donne di mafia (fiction)
- 2002 - Joy - Scherzi di gioia (film)
- 2016 - Ciao Brother (film)
- 2017 - La fuga (film)
- 2018 - Stato di ebbrezza (film)

- Datos: Q32529
- Multimedia: Mietta / Q32529